# Cryptus tyrannus
Cryptus tyrannus là một loài tò vò trong họ Ichneumonidae.